# Divize A 1974/1975
V soubojích 9. ročníku České divize A 1974/75 se utkalo 14 týmů dvoukolovým systémem podzim – jaro. Tento ročník začal v srpnu 1974 a skončil v červnu 1975.

## Nové týmy v sezoně 1974/75
Z 3. ligy – sk. A 1973/74 nesestoupilo do Divize A nikdo. Z krajských přeborů ročníku 1973/74 postoupilo vítězné mužstvo TJ Dynamo ZČE Plzeň ze Západočeského krajského přeboru a TJ IGLA České Budějovice ze Jihočeského krajského přeboru. Také sem bylo přeřazeno mužstvo TJ Spartak Pelhřimov z Divize C

## Výsledná tabulka
Zdroj: 
| Poř. | Tým                       | Z  | V  | R  | P  | VG | OG | B  |
| ---- | ------------------------- | -- | -- | -- | -- | -- | -- | -- |
| 1.   | VTJ Tachov                | 26 | 17 | 6  | 3  | 52 | 12 | 40 |
| 2.   | TJ Škoda Plzeň "B"        | 26 | 11 | 10 | 5  | 45 | 24 | 32 |
| 3.   | TJ ČSAD Plzeň             | 26 | 12 | 6  | 8  | 35 | 31 | 30 |
| 4.   | TJ Lokomotiva Plzeň       | 26 | 12 | 5  | 9  | 34 | 24 | 29 |
| 5.   | TJ Tatran Prachatice      | 26 | 10 | 8  | 8  | 39 | 38 | 28 |
| 6.   | TJ Spartak Pelhřimov      | 26 | 11 | 5  | 10 | 37 | 48 | 27 |
| 7.   | VTJ Tábor „B“             | 26 | 10 | 6  | 10 | 36 | 38 | 26 |
| 8.   | TJ Škoda České Budějovice | 26 | 10 | 4  | 12 | 37 | 30 | 24 |
| 9.   | TJ Dynamo ZČE Plzeň       | 26 | 10 | 4  | 12 | 27 | 38 | 24 |
| 10.  | TJ ČZ Strakonice          | 26 | 8  | 7  | 11 | 22 | 27 | 23 |
| 11.  | TJ Sokol Staňkov          | 26 | 7  | 8  | 11 | 30 | 48 | 22 |
| 12.  | TJ ZVVZ Milevsko          | 26 | 7  | 6  | 13 | 32 | 41 | 20 |
| 13.  | SK Mariánské Lázně        | 26 | 6  | 8  | 12 | 27 | 42 | 20 |
| 14.  | TJ IGLA České Budějovice  | 26 | 6  | 7  | 13 | 27 | 41 | 19 |

Poznámky:
- Z = Odehrané zápasy; V = Vítězství; R = Remízy; P = Prohry; VG = Vstřelené góly; OG = Obdržené góly; B = Body

|  | Postup do 3. ligy – sk. A 1975/76                |
|  | Sestup do příslušného oblastního přeboru 1975/76 |